# Portal de Centellas
El Portal de Centellas es un monumento de la población de Centellas perteneciente a la comarca catalana de Osona en la provincia de Barcelona. Es una edificación de arquitectura gótica incluida en el Inventario del Patrimonio Arquitectónico de Cataluña y protegida como Bien Cultural de Interés Nacional.

## Historia
La creación de las murallas de Centellas sucede durante el gran empuje demográfico y urbanístico que se da en el núcleo de dicha población en el siglo XVI. La antigua «Sagrera de Santa Coloma», antiguo nombre del municipio, ya contaba con muros que la circulaban desde el 1329. Guillem Ramón II, barón de Centelles y Conde de Quirra, se hizo cargo de la herencia de Centellas hacia el 1537 y, entre este año y el de su muerte, ocurrida en 1565, tuvo lugar una total transformación de la villa; fue entonces cuando se construyeron las murallas nuevas.
En 1919 fue reformado y restaurado por el arquitecto Jeroni Martorell i Terrats.

## Descripción
Este portal forma parte de las antiguas murallas de la ciudad construidas en el siglo XVI. La parte de delante está formado por un arco semicircular con dovelas; encima está el escudo de armas del linaje de los Centelles. También se conservan cuatro almenas y dos oberturas de aspilleras. En el otro lado no hay elementos defensivos pero si ornamentales como una ventana moldurada, un pequeño escudo y una gran arcada de bóveda rebajada.